# Winderigheid

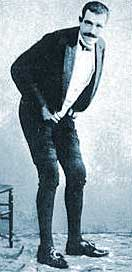
Joseph Pujol (Le Pétomane), deze entertainer kon scheten laten wanneer hij wilde (ca. 1890)

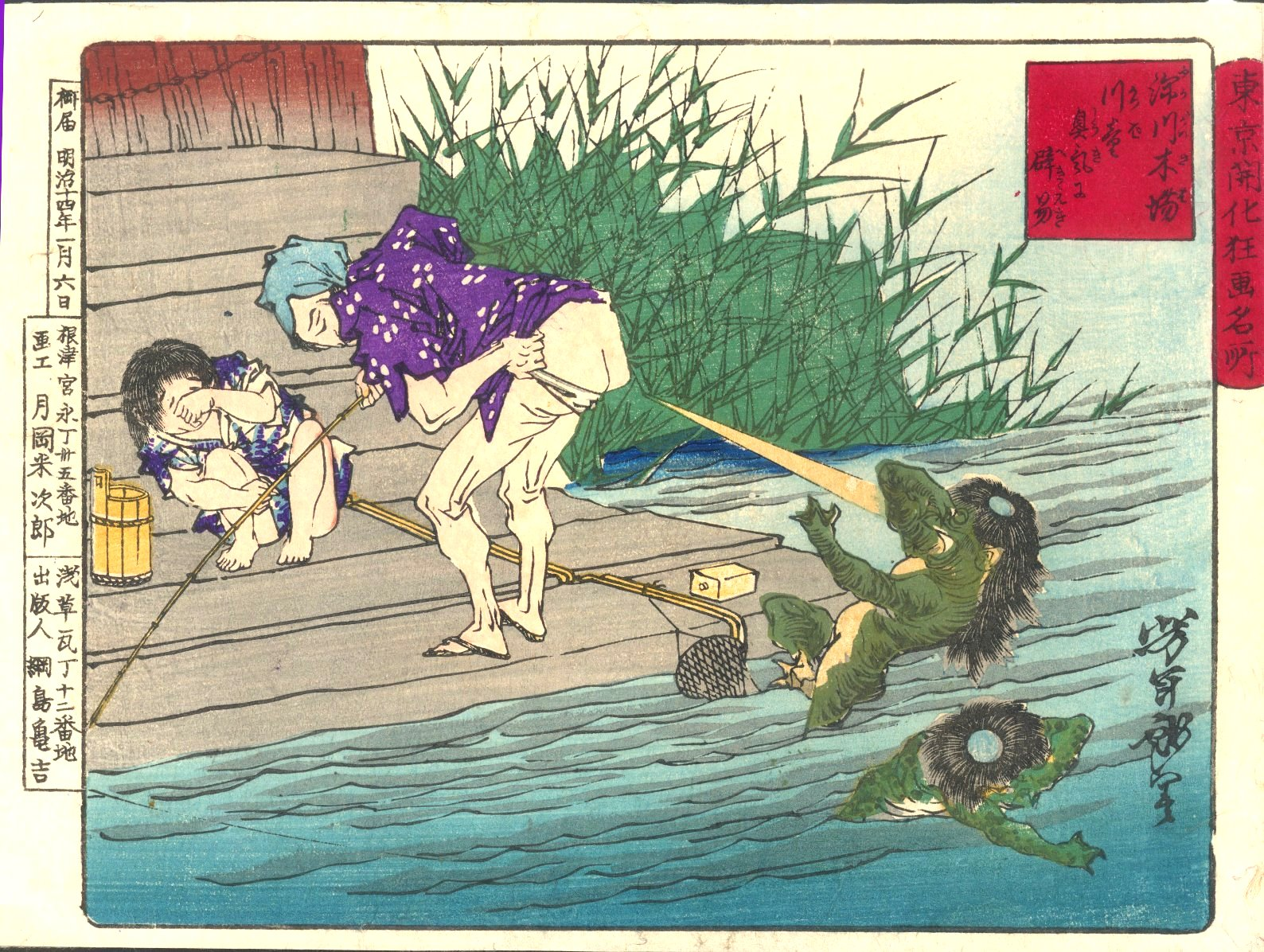
Een kappa die wordt verjaagd met een scheet, 1881

Winderigheid of flatulentie wordt veroorzaakt door ingeslikte lucht en koolzuur en een mengsel van gassen dat door bacteriën en gisten in de darmen van zoogdieren wordt gemaakt. Het gas wordt via de anus afgegeven aan de lucht. Dat maakt vaak een karakteristiek geluid. Het gas heeft meestal een geur gelijkend op die van een rottend ei.
Winderigheid wordt in de volksmond besproken met de term 'een wind (of scheet, prot of ruft) laten'. De meeste dieren, zoals zoogdieren, vogels, vissen en insecten, laten winden.
De kunst van het winden laten wordt ook wel petomanie genoemd. Een petomaan is iemand die er genoegen in schept winden te laten. Petomaan komt van het Franse woord 'péter' wat 'winden laten' betekent.

## Hoeveelheden en samenstelling
De mens produceert gemiddeld 0,5 tot 1,5 liter darmgas per dag in 12 tot 25 winden. Darmgas is samengesteld uit meerdere reukloze gassen: stikstof (ingeslikt), zuurstof (ingeslikt), methaan (geproduceerd door anaerobe microben), koolstofdioxide (geproduceerd door aerobe microben, of ingeslikt) en waterstof (geproduceerd door sommige microben en opgenomen door andere). Geuren zijn het resultaat van kleine hoeveelheden van andere componenten (vaak zwavelverbindingen).
Stikstof is de belangrijkste component van darmgas. Methaan wordt vaak geassocieerd met winderigheid, maar onderzoek suggereert dat twee derde van alle mensen helemaal geen methaan produceert in hun winden. Methaan en waterstof zijn brandbaar, en dat geldt dan ook voor sommige winden. Winden hebben vaak een onprettige geur. Dit wordt veroorzaakt vooral door boterzuur en zwavelverbindingen zoals waterstofsulfide (geur van rotte eieren), carbonylsulfide en koolstofdisulfide, afbraakproducten van eiwitten.
In winden vindt men ook minuscule deeltjes ontlasting.

## Oorzaak
Gas in de darmen komt van exogene bronnen (ingeslikt) en endogene bronnen (meer dan de helft, in de darmen geproduceerd). Endogene gassen worden geproduceerd als bijproduct bij het verteren van bepaalde soorten voedsel. Winderigheidproducerend voedsel, ook wel carminatief voedsel genoemd, is vaak hoog in oligo- en polysachariden (specifieke koolhydraten als inuline), en ook bonen (raffinose), melk (lactose), uien, zoete aardappelen (raffinose), citrusschillen, broccoli, kool, aardperen (inuline), pruimen (sorbitol) enzovoort. Ook veel kruiden (onder andere basilicum, bonenkruid, dragon, salie en tijm) en specerijen (waaronder gember, koriander, look en munt) gelden als carminatief.
Het gas dat veroorzaakt wordt door het consumeren van deze producten, ontstaat doordat deze koolhydraten niet verteren in de dunne darm en dan als voedsel dienen voor bacteriën in de dikke darm (fermentatie), die op hun beurt veel gas produceren. Vooral bacteriën uit het geslacht Clostridium produceren veel gassen.
Bij mensen met een lactose-intolerantie, waaronder de meeste niet-Europeanen, die melk of voedsel met lactose consumeren, fermenteren bacteriën de lactose. Dit kan de oorzaak zijn van een grote gasproductie.
Veel onderzoek naar de productie van darmgassen werd gedaan naar aanleiding van het vliegen op grote hoogte, ruimtevluchten waar men zich blootstelt aan verlaagde atmosferische druk, en waar beperkte ruimte beschikbaar is, en stresssituaties aanwezig zijn.

## Geluid
Het geluid bij het laten van winden wordt veroorzaakt door het trillen van de anale opening. Het geluid is afhankelijk van de conditie van de sluitspier en de snelheid van het uitgestoten gas, maar ook andere factoren zoals vochtigheid, beharing en lichaamsvet spelen een rol.

## Verhelpen
Dieetaanpassingen kunnen de vorming van darmgas doen verminderen. Sommige specerijen helpen hierbij, bijvoorbeeld kurkuma (door de aanwezige curcumine) en komijn, evenals sommige soorten zeewier. Minder eten van voedsel rijk aan koolhydraten (rijst, pasta, aardappelen en brood) kan ook winderigheid doen verminderen. Neemt men voedsel als probiotica of prebiotica om de balans van de darmflora te herstellen, dan kan dat vermindering van winderigheid tot gevolg hebben, maar het kan ook juist de winderigheid doen toenemen. Verder zijn er nog farmacologische middelen beschikbaar, zoals enzymen.

## Gezondheid
De productie van darmgas en bijbehorende winderigheid zijn een normale functie van het spijsverteringsysteem. Het ophouden van winden is niet direct schadelijk voor het lichaam, maar kan ongemak en krampen veroorzaken.

## Trivia

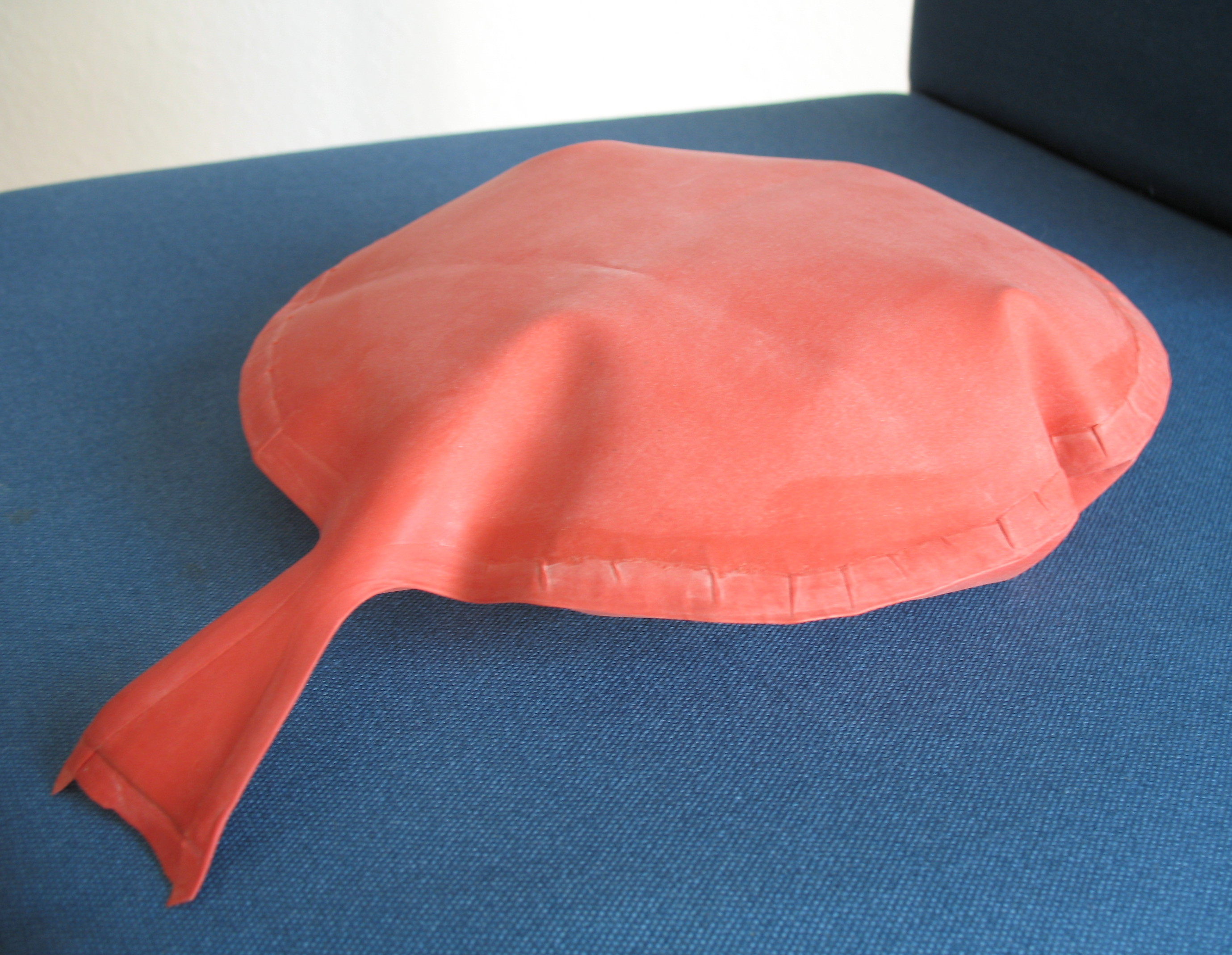
Een scheetzak

- Een deel van het uitgescheiden gas is zeer brandbaar. Het aansteken van een scheet, waarbij een steekvlam van wel een meter kan worden opgewekt, beschouwen sommigen als een sport.
- In feestwinkels zijn zogenaamde scheetzakken (in Vlaanderen ook wel protkussens genoemd) verkrijgbaar. Zodra iemand erop gaat zitten ontsnapt de lucht eruit. Door een combinatie van het gebruikte slappe materiaal en de vorm van de opening klinkt dat ontsnappen redelijk levensecht als een menselijke wind.
- In Capelle aan den IJssel bestaat een Flatusstraat.[3] De bijnaam van die straat is Poolwind, wat ook op de straatnaamborden is vermeld. De straatnaam is gebaseerd op het kinderboek Fascinatio de Wonderwind van Tom Manders jr.. De wijk Fascinatio, waarin deze Flatusstraat is gelegen, is vernoemd naar dit boek.
- Het boek Telemachus in het dorp van Marnix Gijsen vermeldt een legendarische dorpsbewoner die op deze wijze het vaderlands lied ten gehore kon brengen.
- Het Nederlands woordenboek Van Dale kent ook de woorden ruften en veesten voor het laten van winden.
- Erasmus schreef: Suus cuique crepitus bene olet ("U vindt uw eigen winden prima ruiken").[4]